# 平成23年台風第21号
平成23年台風第21号（へいせい23ねんたいふうだい21ごう、アジア名：Washi、フィリピン名：Sendong）は、2011年12月に発生し、フィリピンに甚大な被害をもたらした台風である。

## 概要

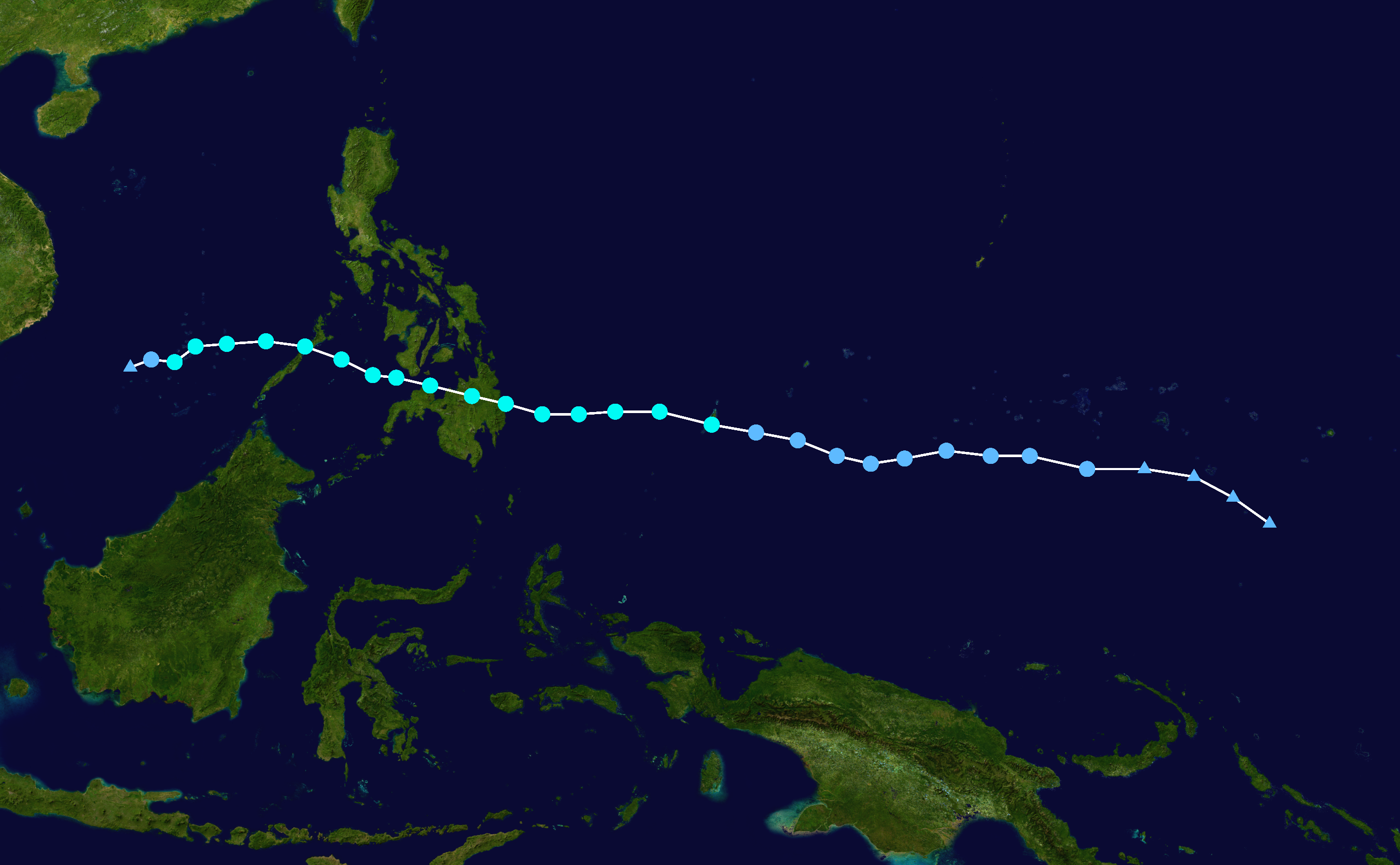
進路図

2011年12月13日にカロリン諸島（北緯6度12分・東経145度）で熱帯低気圧が発生し、15日15時に台風に発達したため、アジア名「ワシ（Washi）」と命名された。命名国は日本で、「わし座」を意味する。なお、フィリピン大気地球物理天文局（PAGASA）はこの台風について、フィリピン名「センドン（Sendong）」と命名している。台風は西に進み、台風に昇格して間もない15日午後にはフィリピン南部のミンダナオ島北東部に接近。同日22時頃にはミンダナオ島北東部の東ビサヤス地域（セブ島やボホール島など）で降雨が始まった。台風は16日16時にミンダナオ島北東部（北スリガオ州ヒナトゥアン付近）に上陸し、同日22時頃にミンダナオ島中央部のバライバライ市（ブキッドノン州）に入り、17日早朝にかけて同島を横断。スールー海に抜けて18日4時にパラワン島に再上陸した。その後19日9時に南沙諸島付近の南シナ海で熱帯低気圧に変わり、同日15時に消滅した。
なお、この年の11月は台風の発生が一切なく、この台風の発生が約2ヶ月ぶりとなる台風発生となった。もしもこの年の台風20号（10月11日に消滅）がシーズン最後の台風となっていれば、観測史上最も早く台風シーズンが終了するという記録が生まれていたが、この台風の発生によってその可能性はなくなった。

## 被害

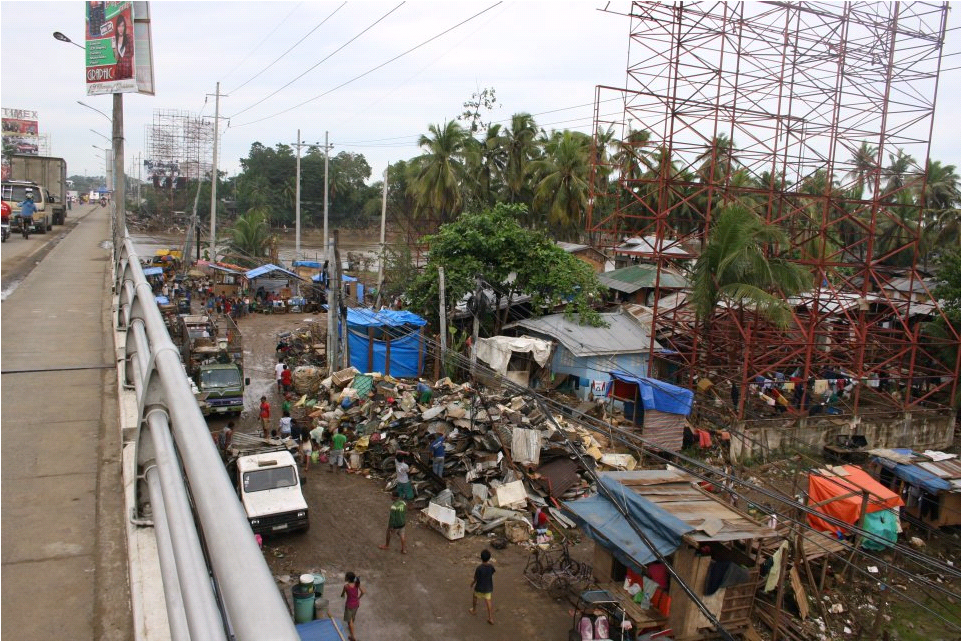
台風通過後のミンダナオ島

この台風はフィリピンに甚大な被害をもたらし、被災地域はミンダナオ島の5州と、ネグロス島やセブ島、ボホール島の計32都市に及び、イリガン市やカガヤン・デ・オロ市の被害は特に深刻であった。鉄砲水や土砂崩れ、洪水などが発生し、合計で2,500人以上が死亡した（死者数は資料によって異なり、1,268人ともいわれている。）ほか、1万棟を超える建物が被害を受けた。死者数だけを見ればこの年に発生した台風としては一番となる大規模災害となった。台風の上陸時の勢力は、中心気圧992hPaとあまり強くなかったにもかかわらず、これほど深刻な被害が出た要因としては、台風の直撃を受けたミンダナオ島はルソン島と比べて貧しく、建物も脆弱で且つ災害対策が遅れていたこと、台風がミンダナオ島を横断したのが深夜であったために、避難せずに自宅で就寝中であった人が逃げ遅れてしまったこと、大雨が降り続き、鉄砲水や土砂崩れ、洪水などが相次いだこと、樹木が山地の土砂崩れで水と一緒に流れてきたことが、洪水の破壊力をさらに増してしまったことなどが挙げられる。また被害が特に顕著であったイリガン市とカガヤン・デ・オロ市は、同じ山地から流れ下る川の河口に位置する町であり、前者は北流する川、後者は西流する川の河口にそれぞれ位置することから、集中豪雨がこの山地において発生したことが、この地域において鉄砲水が起きた原因であるとみられる。2011年には日本の紀伊半島でも、台風12号の豪雨による大規模な水害が発生しているが、これと似たような現象が起きたともいえる。

## その他
この台風のアジア名「ワシ（Washi）」は、この台風限りで使用中止となり、次順からは「ハト（Hato）」というアジア名が使用されることになったが、このアジア名も2017年の台風13号限りで使用中止となったため、最終的には「ヤマネコ（Yamaneko）」というアジア名が使用されることになった。
さらに、この台風のフィリピン名「センドン（Sendong）」も同様に、この台風限りで使用中止となり、次順からは「サラ（Sarah）」というフィリピン名が使用されることになった。